# 贵南县
贵南县是中华人民共和国青海省海南藏族自治州东部的一个县。面积6593平方公里，总人口約7.18万人，其中藏族占94%。县人民政府驻茫曲镇。县境北部与共和县交界处建有黄河上游最大的水库龙羊峡水库。

## 资源
贵南县生物种类繁多。已被利用的植物中，农作物51种，果树10余种，林木20种。贵南地区的牧畜，主要有藏系绵羊、牦牛、山羊和河曲马等，农业区有毛驴、骡子等耕畜和黄牛、黑白花奶牛等。
贵南境内有居布和莫曲沟两大天然林场，野生动物近20种，其中有马鹿、麝、雪豹、岩羊、猞猁、雪鸡、马鸡等国家保护的稀有动物；浅山滩地有赤狐、沙狐、旱獭、黄羊、石鸡、高原山鹑等；河谷地带有黄鸭、野鸭、野鸡、野兔、岩鸽等；野生植物种类也很丰富，有雪莲、秦艽、大黄、甘草、麻黄草、羌活、黄芪、冬虫夏草、厥麻、蘑菇等。

## 人口
根據海南州第七次全國人口普查公報顯示，截至2020年11月1日零時，貴南縣常住人口為71841人；佔全州常住人口的16.07%；2010年-2020年常住人口年均增速-0.63%；常住人口中，男性佔50.34%，女性佔49.66%，性別比為101.37；常住人口中0-14歲佔26.82%，15-59歲佔65.06%，60歲及以上佔8.12%（其中65歲及以上佔6.14%）。

## 行政区划
贵南县下辖3个镇、3个乡：
茫曲镇、过马营镇、森多镇、沙沟乡、茫拉乡和塔秀乡。